# Lea Friedrich
Lea Friedrich   (Dassow, 7 de gener de 2000) és una esportista alemanya que competeix en ciclisme en la modalitat de pista, és especialista en les proves de velocitat.
Va participar en els Jocs Olímpics de Tòquio 2020, obtenint una medalla de plata en la prova de velocitat per equips (juntament amb Emma Hinze), posteriorment la ciclista explicà que la pressió de la competició no va permetre que obtinguessin un millor resultat.
Va guanyar sis medalles en el Campionat Mundial de Ciclisme en Pista, en els anys 2020 i 2021, i sis medalles en el Campionat Europeu de Ciclisme en Pista, en els anys 2019 i 2021.

## Medaller internacional
| Jocs Olímpics     | Jocs Olímpics              | Jocs Olímpics | Jocs Olímpics        |
| Any               | Lloc                       | Medalla       | Competició           |
| ----------------- | -------------------------- | ------------- | -------------------- |
| 2020              | Tòquio Japó                | 2             | Velocitat per equips |
| Campionat Mundial |                            |               |                      |
| Any               | Lloc                       | Medalla       | Competició           |
| 2020              | Berlín ( Alemanya)         | 1             | Velocitat per equips |
| 2020              | Berlín ( Alemanya)         | 1             | 500 m contrarellotge |
| 2021              | Roubaix ( França)          | 1             | Velocitat per equips |
| 2021              | Roubaix ( França)          | 1             | 500 m contrarellotge |
| 2021              | Roubaix ( França)          | 1             | Keirin               |
| 2021              | Roubaix ( França)          | 2             | Velocitat individual |
| Campionat Europeu |                            |               |                      |
| Any               | Lloc                       | Medalla       | Competició           |
| 2019              | Apeldoorn ( Països Baixos) | 2             | Velocitat per equips |
| 2019              | Apeldoorn ( Països Baixos) | 2             | Keirin               |
| 2019              | Apeldoorn ( Països Baixos) | 3             | Velocitat individual |
| 2021              | Grenchen ( Suïssa)         | 2             | Velocitat individual |
| 2021              | Grenchen ( Suïssa)         | 1             | Keirin               |
| 2021              | Grenchen ( Suïssa)         | 2             | Velocitat per equips |